# Rosimunda
Rosimunda är en teaterpjäs av Urban Hjärne som uruppfördes den 15 augusti 1665 i Uppsala och var den den första regelrätta tragedin som uppfördes offentligt i Sverige. Pjäsen bygger på den gamla longobardiska hjältesagan om Rosamunda.
Olof Rudbeck gav sommaren 1665 i upprag åt Urban Hjärne att ordna förströelse åt den tioårige Karl XI inför dennes besök Uppsala. Hjärne åtog sig att uppföra ett skådespel, närmare bestämt en svensk tragedi – en genre som sedan tidigare saknades i den svenska litteraturen.

## Handling
Pjäsen bär namnet Rosimunda efter huvudpersonen, en kungadotter som longobardkungen Alboinus först med våld gjort till sin hustru, sedan han dödat hennes far, och därpå tvingar att dricka ur den dödes huvudskål, som han infattat i guld och ädelstenar. Tragedin bygger på Rosimundas beslut att hämnas med hjälp av Helmiges, en av longobardkonungens män, som hon lockat till dådet med löfte om att han skulle få dela tronen med henne. Men longobarderna gör uppror och Helmiges måste tillsammans med Rosimunda fly till Ravenna, där Longinus är härskare. Denna ärelystna, dådkraftiga natur vinner Rosimundas kärlek, och han försöker övertala henne att döda Helmiges för att sedan kunna återvinna longobardernas krona. Först vänder sig Rosimunda med avsky bort från hans förslag, och i stroferna skildras den våldsamma kampen i hennes själ mellan goda och onda makter. Men till slut segrar de onda lidelserna, och hon räcker giftbägaren åt Helmiges. Han dricker men anar onåd, förmår Rosimunda att bekänna sitt brott och tvingar henne slutligen att själv tömma återstoden av dödsdrycken. Alboinus hämnande skugga visar sig för de döende och förbittrar deras kval. Hämndens gudinna uppträder och ridån faller.

## Mottagande
Karl XI uppgav själv att han njöt av att se Rosimunda uppföras, och så sent som en tid kort före sin död talade kungen med Hjärne om mycket han hade tyckt om pjäsen.